# Ритам улице
Ритам улице (енгл. Beat Street) је амерички плесно-драмски филм из 1984. године, режисера Стена Лејтана. Главне улоге у филму тумаче Реј Дон Чонг, Гај Дејвис, Џон Шардије, Леон В. Грант и Сондра Сантијаго, а радња прати животе двојице браће и њихове групе пријатеља, који су сви посвећени различитим облицима ране хип-хоп културе, укључујући брејкденс, диџејинг и графите.

## Радња
У јужном Бронксу, млади ди-џеј и МС, Кени „Дабл Кеј” Киркланд, добија тезгу као главни ди-џеј на кућној журки у једној напуштеној згради. Са њим иду и његов најбољи пријатељ Рамон Франко, графити уметник познат по свом потпису „Рамо”, и његов пријатељ/менаџер Чоли Вилсон. Кенијев млађи брат Ли упада на журку са својом плесном екипом, „Бит стрит брејкерси”, која убрзо улази у сукоб са ривалском групом „Бронкс рокерси”.
Следећег дана, Чоли обавештава Кенија да су добили бесплатне карте за „Рокси”, један од најпопуларнијих ноћних клубова на Менхетну. У међувремену, Рамонов отац Домингo моли сина да нађе посао и ожени Кармен Караро, младу мајку његове ванбрачне бебе. Неколико ноћи касније, током посете „Роксију”, Кени упознаје композиторку Трејси Карлсон. Док се одвија плесна борба између „Брејкерса” и „Рокерса”, Трејси примећује Лијев наступ и позива га на аудицију за плесну ТВ емисију. Ли, Кени и њихова екипа посећују плесну пробу на Градском колеџу Њујорка, где Трејси ради на кореографији за телевизијски програм, али Ли након свог наступа бива одбијен. Кени оптужује Трејси да је покровитељски настројена према његовом брату.
Касније, Рамон посећује Кармен и њихову бебу. После свађе са њеном мајком, Кармен га моли да их одведе одавде. У међувремену, Трејси долази у стан породице Киркланд да се извини. Она и Кени се зближавају док он пушта своје музичке миксеве. Касније, одлазе у метро тунеле, где Рамон и Ли цртају графите на зиду. Рамон посматра чист, бео воз који пролази и каже да је то његово платно из снова. Изненађени ривалским графити уметником Спитом, ћутљивом уличном бандитом који је уништавао Рамонов рад и управо оставио свој потпис на свеже осликаном зиду, одлучују да оду.
Док испраћа Трејси кући, Кени јој прича о смрти свог старијег брата Френклина, који је био члан банде. Следећег дана, Чоли га позива да пушта музику у клубу „Burning Spear”, који води ди-џеј Кул Херк. У пратњи Трејси, Кени одушевљава публику својим вештинама, а Кул Херк га ангажује да наступа наредног викенда. Сутрадан, Рамон пита Доминга да ли Кармен може да живи са њима, али он одбија, инсистирајући да мора да је ожени и брине о детету.
Касније, Чоли води Кенија у „Рокси”, где један агент за таленте организује аудицију и позива га да види Кенија како пушта музику у „Burning Spear”-у. Након тога, Кени изненађује Трејси посетом на факултету, али тамо затиче како се присно грли са својим професором Робертом. У међувремену, Рамон обавештава пријатеље да планира да пресели Кармен и бебу у празан стан на спрату изнад. Коначно проналази посао у гвожђарској радњи, а пријатељи му помажу да среди стан и изненаде Кармен малом журком за усељење.
У суботу увече, током наступа у „Burning Spear”-у, Кени одушевљава агента за таленте, који му нуди прилику да наступа у „Роксију” током Новогодишње ноћи. У међувремену, Трејси му дозвољава да користи студио на факултету, али када Кени случајно избрише свој рад, одбија њену и Робертову помоћ, говорећи јој да њихова веза можда неће потрајати.
Чекајући воз са Рамоном, Кени изражава бригу да је можда увредио Трејси, док Рамон жали што му посао одузима време за усавршавање уметности. Одједном, он примећује чист бео воз на „А” линији и одлучује да га обоји те ноћи након посла. Касније, Кени помаже Рамону да ослика воз, али Спит их изненада напада, прскајући му боју у очи и остављајући свој потпис пре него што Рамон стигне да заврши другу страну. У тучи која избија у метро тунелу, обојица падају на пругу и додирују електрифицирану шину, што их истог тренутка убија.
Након Рамонове сахране, Кени размишља да одустане од наступа у „Роксију” за Нову годину, али га Трејси и Чоли одговарају од те намере. На крају, Кени користи свој велики тренутак да ода почаст Рамоновом животу, почињући реп наступ док се слике Рамона и његових радова појављују на великом екрану иза њега, чиме импресионира и Доминга. Grandmaster Melle Mel и The Furious Five му се придружују, уз подршку госпел хора из Бронкса, плесача Градског колеџа и двадесет пет брејкденсера.

## Улоге
| Глумац           | Улога                  |
| ---------------- | ---------------------- |
| Реј Дон Чонг     | Трејси Карлсон         |
| Гај Дејвис       | Кени „Дабл К” Киркланд |
| Џон Шардије      | Рамон „Рамо” Франко    |
| Леон В. Грант    | Чоли Вилсон            |
| Сондра Сантијаго | Кармен Караро          |
| Роберт Тејлор    | Ли Киркланд            |
| Мери Алис        | Кора Киркланд          |
| Шон Елиот        | Доминго                |
| Бил Анагнос      | „Спит”                 |
| Џим Борели       | Монте                  |
| Дин Елиот        | Хенри                  |
| Франк Рејес      | Луис                   |
| Тоња Пинкинс     | Анџела                 |
| Ли Чемберлин     | Алиша                  |
| Двејн Џоунс      | Роберт                 |